# Ford Field
Ford Field là một sân vận động bóng bầu dục Mỹ dạng vòm nằm ở Trung tâm thành phố Detroit. Sân chủ yếu đóng vai trò là sân nhà của Detroit Lions của National Football League (NFL), cũng như trận đấu bowl Quick Lane Bowl hàng năm trong bóng bầu dục đại học, các trận đấu vô địch bóng bầu dục tiểu bang cho MHSAA, MHSAA State Wrestling Championships và MCBA Marching Band State Finals, trong số các sự kiện khác. Sức chứa thông thường là khoảng 65.000 chỗ ngồi, mặc dù sân có thể mở rộng lên đến 70.000 chỗ ngồi cho bóng bầu dục và 80.000 chỗ ngồi cho bóng rổ.
Quyền đặt tên đã được Công ty Ford Motor mua với giá 40 triệu đô la trong vòng 20 năm; tập đoàn Ford nắm quyền kiểm soát trong công ty và một thành viên của tập đoàn Ford đã kiểm soát quyền sở hữu nhượng quyền thương mại Lions từ năm 1963.